# Deployable Boom and Umbrella Test
Debut (acrônimo de Japanese Earth Resource Satellite 1),também conhecido como Orizuru, foi um satélite artificial japonês lançado no dia 7 de fevereiro de 1990 por um foguete H-I a partir do Centro Espacial de Tanegashima.

## Características
O Debut foi um satélite de demonstração tecnológica com a missão de verificar um mastro retraível de 1,46 metros que enviou um guarda-chuva aerodinâmico de 24 segmentos. Um guarda-chuva aerodinâmico pode ser usado como método de desorbitar satélites ou sistema de frenagem para missões planetárias.